# Björn Kopplin
Björn Kopplin, né le 7 janvier 1989 à Berlin en Allemagne, est un footballeur allemand qui évolue au poste d'arrière droit.

## Biographie

### En club
Né à Berlin en Allemagne, Björn Kopplin est formé par l'un de clubs de la capitale allemande, l'Union Berlin avant de poursuivre sa formation au Bayern Munich. Durant sa formation au Bayern il côtoie des joueurs tels que Mats Hummels, David Alaba ou Toni Kroos, ce dernier ayant particulièrement impressionné Kopplin à l'époque. Il a également joué avec Thomas Müller durant cette période, celui-ci est devenu l'un de ses amis. Barré par la concurrence de Philipp Lahm notamment, il n'a jamais eu sa chance en équipe première, ne faisant que quelques entraînements avec le groupe professionnel.
Le 13 juin 2010, Kopplin rejoint le VfL Bochum. Il signe un contrat courant jusqu'en juin 2012,.
Kopplin joue son premier match pour le VfL Bochum le 23 août 2010, à l'occasion de la première journée de la saison 2010-2011 de deuxième division allemande face au TSV 1860 Munich. Titularisé, il participe à la victoire de son équipe en délivrant une passe décisive (3-2 score final).
Sans club depuis son départ du SC Preußen Münster, Björn Kopplin est mis à l'essai par l'Hobro IK en janvier 2017. Il s'engage avec le club danois le 1er février 2017.
En juillet 2018, Kopplin rejoint le Brøndby IF. Peu utilisé par Alexander Zorniger, Kopplin quitte le club dès janvier 2019, rejoignant le Randers FC. Il joue son premier match pour le Randers FC le 10 février 2019, lors d'un match de championnat face à l'Aalborg BK. Il entre en jeu à la place de Saba Lobzhanidze et son équipe l'emporte par trois buts à zéro.
Avec le Randers FC, Kopplin joue la finale de la coupe du Danemark le 13 mai 2021 face à SønderjyskE. Il est titulaire et son équipe s'impose par quatre buts à zéro,,.
Le 8 mai 2025, Björn Kopplin annonce la fin de sa carrière professionnelle à l'issue de la saison 2024-2025. Il raccroche donc les crampons à l'âge de 36 ans et sera devenu un joueur emblématique du Randers FC, avec lequel il compte un total de 202 matchs joués en six ans et demi, et dont il aura été le capitaine. Sa reconversion est déjà prévue en tant qu'entraîneur adjoint de l'équipe des moins de 19 ans du club à partir de l'été 2025.

### En sélection
Avec les moins de 17 ans, il participe au championnat d'Europe des moins de 17 ans en 2006. Lors de cette compétition organisée au Luxembourg, il joue quatre matchs. L'Allemagne se classe quatrième de l'Euro, en étant battue par l'Espagne lors de la "petite finale", après une séance de tirs au but.
De 2007 à 2008, il représente l'équipe d'Allemagne des moins de 19 ans, avec laquelle il joue onze matchs. Avec cette sélection, il participe notamment au championnat d'Europe des moins de 19 ans en 2008. Dans cette équipe composée entre autres de Ron-Robert Zieler, Ömer Toprak, Bastian Oczipka ou encore les frères Lars et Sven Bender, Kopplin est titulaire et joue cinq matchs. Les jeunes allemands s'imposent en finale le 26 juillet contre l'Italie (1-3 score final).
Par la suite, avec les moins de 20 ans, il prend part à la Coupe du monde des moins de 20 ans en 2009. Lors du mondial junior qui se déroule en Égypte, il est de nouveau titulaire et joue cinq matchs. Il se met en évidence en inscrivant un doublé contre le Nigeria en huitièmes de finale. Il délivre également quatre passes décisives lors de ce mondial. L'Allemagne s'incline en quart de finale face au Brésil, après prolongation.

## Palmarès
| Randers FC - Coupe du Danemark (1) : - Vainqueur : 2020-21. |  | Allemagne -19 ans - Championnat d'Europe des moins de 19 ans (1) : - Vainqueur : 2008. |